# CONNECT 覇者への道
『CONNECT 覇者への道』（コネクト はしゃへのみち）は、2024年発売のオリジナルビデオ作品。山本裕典・北代高士・高岡蒼佑トリプル主演、藤原健一監督作品。発売・販売元：NBCユニバーサル・エンターテイメント。『9』までリリースされている。

## ストーリー
舞台は横浜。沢村竜一（山本裕典）らは飲み屋で暴れた客をシメに駆けつける。酔いつぶれていた客は沢村の昔の知り合い、相馬邦人（北代高士）だった。沢村らは相馬をラーメン屋に連れて帰り、相馬はラーメン屋店長・宗像清蔵（高岡蒼佑）に殴りかかるも返り討ちに遭い、ラーメン屋店員になる。横浜・東洋会姐（真行寺君枝）と孫娘は宗像の店にラーメンを食べに来た帰りに突如何者かに浚われてしまう。横浜・東洋会傘下の暗殺組織・烈士会が救出すべく動きだす。

## キャスト
- ラーメン屋「宗像丸」店員 沢村竜一：山本裕典
- 財務省官僚 相馬邦人：北代高士
- ラーメン屋「宗像丸」店長 宗像清蔵（東洋会組員、烈士会リーダー）：高岡蒼佑

横浜 東洋会（横浜最大の暴力団）
- 東洋会会長：菅田俊
  - 東洋会会長夫人 向井晴恵：真行寺君枝（1・2）
  - 向井直政（IT企業、東洋会会長の息子）：波岡一喜
  - 向井美香（直政の妻）：有沢雪
  - 向井静香（東洋会会長の孫、直政の娘）：熊谷実音（※子役）
- 東洋会若頭 江田組組長 江田宗助：松田賢二
  - 東洋会江田組組員 酒井篤志（烈士会）：黒石高大
  - 東洋会江田組組員 村田邦夫（烈士会）：脇知弘
  - 東洋会江田組組員 甲本直也：坪谷隆寛
- 東洋会舎弟頭 平部昭次：永倉大輔
- 東洋会若頭補佐 直江組組長 直江武彦：宮本大誠
- 東洋会若頭補佐 馬場組組長 馬場恵三：聡太郎
- 東洋会組員 木原康秀：石川雄也
- 東洋会組員 海老原勝男：永岡佑

東京 八王会（東京最大の暴力団）
- 八王会会長 城田恒造：清水昭博
- 八王会若頭 黒須組組長 黒須明人：本宮泰風
  - 八王会黒須組若頭 本橋伸晃：浜田学
  - 八王会黒須組組員 古川新之助：細谷雅幸
- 八王会舎弟頭 伊村康夫：増本庄一郎
- 八王会本部長 猪俣組組長 猪俣清吉：日向丈（1・2）
  - 八王会猪俣組若頭 小山巌：稲葉凌一
  - 八王会猪俣組組員 岩崎稔：贈人
- 八王会若頭補佐 原口剛：重松隆志
- 八王会若頭補佐 豊田光弘：SHU
- 八王会若頭補佐 内藤祐介：ガンビーノ小林

大阪 真道会（日本最大の暴力団）
- 真道会五代目組長 山岡徹雄：成瀬正孝
- 真道会若頭 恩田組組長 恩田勝久：國本鍾建
  - 真道組恩田組若頭 金田隆宏：結城貴史
- 真道組本部長 早坂誠：島津健太郎
- 真道組若頭補佐 熊井秀夫：西守正樹
- 真道組花岡組組長 花岡護：高杉亘
  - 真道組花岡組若頭 尾上龍彦：舘昌美
  - 真道組花岡組組員 島木正平：仁科貴
  - 真道組花岡組組員 田代信久：結城あすま

越後連合会
- 越後連合会会長 村雨大吾：工藤俊作

名古屋
- 名和会会長 櫻井信光：萩野崇
- 名和会若頭補佐 兼重吾郎：平野貴大

京都
- 京都嵐山一家組長 吉川圭作：軍司眞人
- 京都嵐山一家 若頭補佐 上原慎吾：木村知貴

神戸
- 神戸三田組組長 鉢村剛三：河本タダオ

広島
- 呉道会会長 戸田哲也：城明男

九州
- 北九州 門司一家組長 水原修二郎：関根大学
- 北九州 門司一家若頭 兵頭輝昌：木庭博光
- 福岡 福龍会副理事 博多連合会長 古賀光正：古井榮一

その他
- テレビ番組「報道REAL」キャスター：高田衿奈（1）
- テレビ番組「報道REAL」コメンテーター：白畑真逸（1）
- IT企業「ビルドアップ」社長 堀田正弘：八木将康（1）
- IT企業「ビルドアップ」専務 太田守：的場司（1）
- 財務大臣 神崎誠太郎：五代高之（1）
- 財務大臣の息子：伊藤亜斗武（1）
- 財務官僚（相馬の先輩）：三濃川陽介（1）
- キャバクラの黒服：山田浩市（1）
- キャバクラの黒服：吉田東吾（1）
- 横山彰（横山兄弟、元・真道会組員）：藤本タケ（1・2・3）
- 横山茂（横山兄弟、元・真道会組員）：武田知大（1・2・3）
- 半グレ組織リーダー 武内正二（八王子「ルイード」経営）：古原靖久（1・2）
- 半グレ組織構成員 上田：村井崇記（1）
- 八王子「ルイード」店員 レイコ：玉城摩莉奈（1・2）
- 新世界の医者：岡田謙（3）
- 鈴村早苗（江田組長の愛人）：森脇英理子
- 漁業組合長 天野修二：西本竜樹
- 天野麻里（天野組合長の娘）：久遠明日美
- 工藤道久（麻里の幼なじみ）：岡野海斗
- 北九州市長：本郷弦
- 北九州市長の秘書：麻倉尚太

## スタッフ
- 監督・脚本：藤原健一
- 企画：林裕之
- プロデューサー：山口敏功・吉野周・服巻泰三
- 撮影監督：今井哲郎
- 制作担当：石川二郎
- 助監督：冨田大策
- 録音：岩間翼、山口勉
- 美術：貝原クリス亮
- 衣裳・持ち道具：福本紫織
- ヘアメイク：東村忠明
- スチール：大蔵俊介
- アクション：玉寄兼一郎
- ガンエフェクト：浅生マサヒロ
- カースタント：豊原クリス
- 特殊造型：土肥良成
- ファイヤースタント：ワイルドスタント・柴原孝典
- 監督助手：山口通平、荒健太郎、浅葱凛
- 制作主任：高野平
- 制作進行：中島和博
- フード協力：米森麻里美
- 音楽：與語一平
- 編集：石井塁
- 音響効果：映像寿司
- CG：恒川岳彦
- スチール：大蔵俊介
- パッケージスチール：中居挙子
- 制作：SOLID FEATURE
- 製作：UNIVERSAL

## DVDリリース
セルDVDは特典映像収録。
- CONNECT 覇者への道1（2024年2月2日）[7]
- CONNECT 覇者への道2（2024年3月6日）[8]
- CONNECT 覇者への道3（2024年4月5日）[9]
- CONNECT 覇者への道4（2024年8月2日）[10]
- CONNECT 覇者への道5（2024年8月2日）
- CONNECT 覇者への道6（2024年8月2日）
- CONNECT 覇者への道7（2025年2月5日）
- CONNECT 覇者への道8（2025年2月5日）
- CONNECT 覇者への道9（2025年2月5日）

## 配信
「U-NEXT」が独占先行配信開始し、その後、Netflix、FOD、ABEMA、Lemino、DMM TVで配信されている。